# Kaj Eskelinen
Kaj Eskelinen (* 21. Februar 1969) ist ein ehemaliger schwedischer Fußballspieler. Der Offensivspieler, der den Großteil seiner Laufbahn in Schweden bestritt, wurde in der Spielzeit 1990 Torschützenkönig der Allsvenskan. Insgesamt gelangen ihm 70 Tore in 230 Allsvenskanspielen.

## Werdegang
Kaj Eskelinen im Jersey von Hammarby IF

Link zum Bild

(Bitte Urheberrechte beachten)
Eskelinen entstammt der Jugend von Västra Frölunda IF. 1987 rückte er in den Profikader des Klubs auf und kam zu seinem Debüt in der Allsvenskan. In seinem dritten Jahr im Profikader konnte er sich als Stürmer einen Stammplatz erkämpfen und kam in allen 22 Saisonspielen zum Einsatz. Trotz seiner sieben Saisontore musste der Klub nach drei Saisonsiegen mit zehn Pluspunkten als Tabellenletzter absteigen.
Eskelinen wechselte nach dem Abstieg innerhalb der Allsvenskan zu IFK Göteborg. Beim zweifachen UEFA-Pokal-Sieger etablierte er sich im Sturm und schoss mit zehn Saisontoren in seiner ersten Spielzeit den neuen Klub zum Meistertitel und sich zum Torschützenkönig der Liga. Auch im folgenden Jahr ergatterte er mit dem Klub den Von-Rosens-Pokal als Landesmeister und holte den Svenska Cupen. 
1993 versuchte Eskelinen sich im Ausland, sein Engagement beim SK Brann in Norwegen wurde jedoch nicht mit Erfolg gekrönt. Daher lockte ihn der schwedische Zweitligist Djurgårdens IF, der mit Anders Grönhagen einen neuen Trainer verpflichtet hatte, zusammen mit seinem Mannschaftskameraden Thor André Olsen zurück nach Schweden, um die Rückkehr in die Allsvenskan bewerkstelligen zu können. Als Stammspieler im Sturm und Mittelfeld des Stockholmer Klubs trug er zum Wiederaufstieg bei und gehörte auch in der Erstklassigkeit zu den Stammspielern des Vereins. Nach zwei Jahren im schwedischen Oberhaus musste DIF jedoch erneut absteigen, Eskelinen blieb dem Klub zunächst treu und spielte ein weiteres Jahr in der zweiten Liga. An der Seite des jungen Daniel Nannskog im Angriff gelang lediglich der zweite Platz und damit wurde der direkte Wiederaufstieg verpasst. 
Eskelinen wechselte daher 1998 zu Hammarby IF, dem der Aufstieg in die Allsvenskan geglückt war. In den folgenden drei Jahren lief er für seinen neuen Verein vor allem im Mittelfeld auf. Ab 2001 ließ er für zwei Spielzeiten seine Karriere beim Zweitligisten FC Café Opera ausklingen.
Nach seinem Karriereende arbeitet Eskelinen als Verkaufschef bei Kaffeknappen und trainiert im Amateurbereich.